# Greta Schröder
Greta Schröder született: Margarethe Schröder (Düsseldorf, Németország, 1891. szeptember 7. – Bécs, Ausztria 1967. április 13.) német színésznő.  Leghíresebb szerepe F. W. Murnau Nosferatu (1922) című némafilmjében volt, ahol Jonathan Harker feleségét, Orlok gróf áldozatát játszotta el.

## További filmjei
Színésznőként
- 1913: Die Insel der Seligen
- 1920: Arme Violetta
- 1920: Der Golem, wie er in die Welt kam
- 1920: Die geschlossene Kette
- 1921: Der verlorene Schatten
- 1921: Zirkus des Lebens
- 1921: Marizza, genannt die Schmugglermadonna
- 1922: Nosferatu
- 1922: Es leuchtet meine Liebe
- 1923: Brüder
- 1923: Paganini
- 1930: Die zwölfte Stunde - Eine Nacht des Grauens
- 1937: Victoria the Great
- 1937: Sixty Glorious Years
- 1943: Großstadtmelodie
- 1944: Kolberg
- 1951: Maria Theresia
- 1953: Die Gefangene des Maharadscha
- 1953: Pünktchen und Anton

Forgatókönyvíróként
- 1915: Zucker und Zimt
- 1916: Das Phantom der Oper